# ساشا وولفرت
ساشا وولفرت (انگلیسی: Sascha Wolfert؛ زادهٔ ۲۶ فوریهٔ ۱۹۹۰) بازیکن فوتبال اهل آلمان است.
از باشگاه‌هایی که در آن بازی کرده‌است می‌توان به باشگاه فوتبال کیکرز اوفنباخ، باشگاه فوتبال وهن ویسبادن، و باشگاه فوتبال کایزرسلاوترن اشاره کرد.